# Gerhard Bartodziej
Gerhard Bartodziej (ur. 1941 w Olszowej) – polski elektrotechnik, nauczyciel akademicki i polityk, profesor nauk technicznych, działacz mniejszości niemieckiej, senator II i III kadencji, prezes Związku Niemieckich Stowarzyszeń Społeczno-Kulturalnych w Polsce (1994–2000).

## Życiorys
Ukończył w 1962 studia na Wydziale Elektrycznym Politechniki Śląskiej w Gliwicach. W 1967 uzyskał stopień doktora z zakresu elektrotechniki na tej samej uczelni, w 1984 habilitował się. W 1994 otrzymał tytuł naukowy profesora nauk technicznych.
Zawodowo był związany z Instytutem Elektroenergetyki i Sterowania Układów na Wydziale Elektrycznym Politechniki Śląskiej, następnie z Instytutem Elektrowni i Systemów Pomiarowych na Wydziale Elektrotechniki Politechniki Opolskiej, na której kierował Katedrą Energetyki. Prowadził też wykłady z zakresu historii integracji europejskiej na Uniwersytecie Opolskim.
Od 1990 do 1998 oraz ponownie w latach 2002–2006 był przewodniczącym rady miejskiej w Strzelcach Opolskich. W latach 1991–1997 sprawował mandat senatora II i III kadencji z województwa opolskiego z ramienia Krajowego Komitetu Wyborczego Mniejszości Niemieckiej. W 1992 jego nazwisko pojawiło się z na tzw. liście Macierewicza jako tajnego współpracownika SB. W oświadczeniu lustracyjnym z 1997 przyznał się do świadomej i tajnej współpracy ze służbą specjalną PRL. Pod koniec lat 90. w wyniku konfliktu z Henrykiem Krollem odszedł z TSKN. W latach 1994–2000 pełnił funkcję prezesa Związku Niemieckich Stowarzyszeń Społeczno-Kulturalnych w Polsce.

## Odznaczenia
Odznaczony m.in. Krzyżem Kawalerskim Orderu Odrodzenia Polski (2004), Medalem Komisji Edukacji Narodowej i Złotym Krzyżem Zasługi.